# Cavallet de mar d'algues

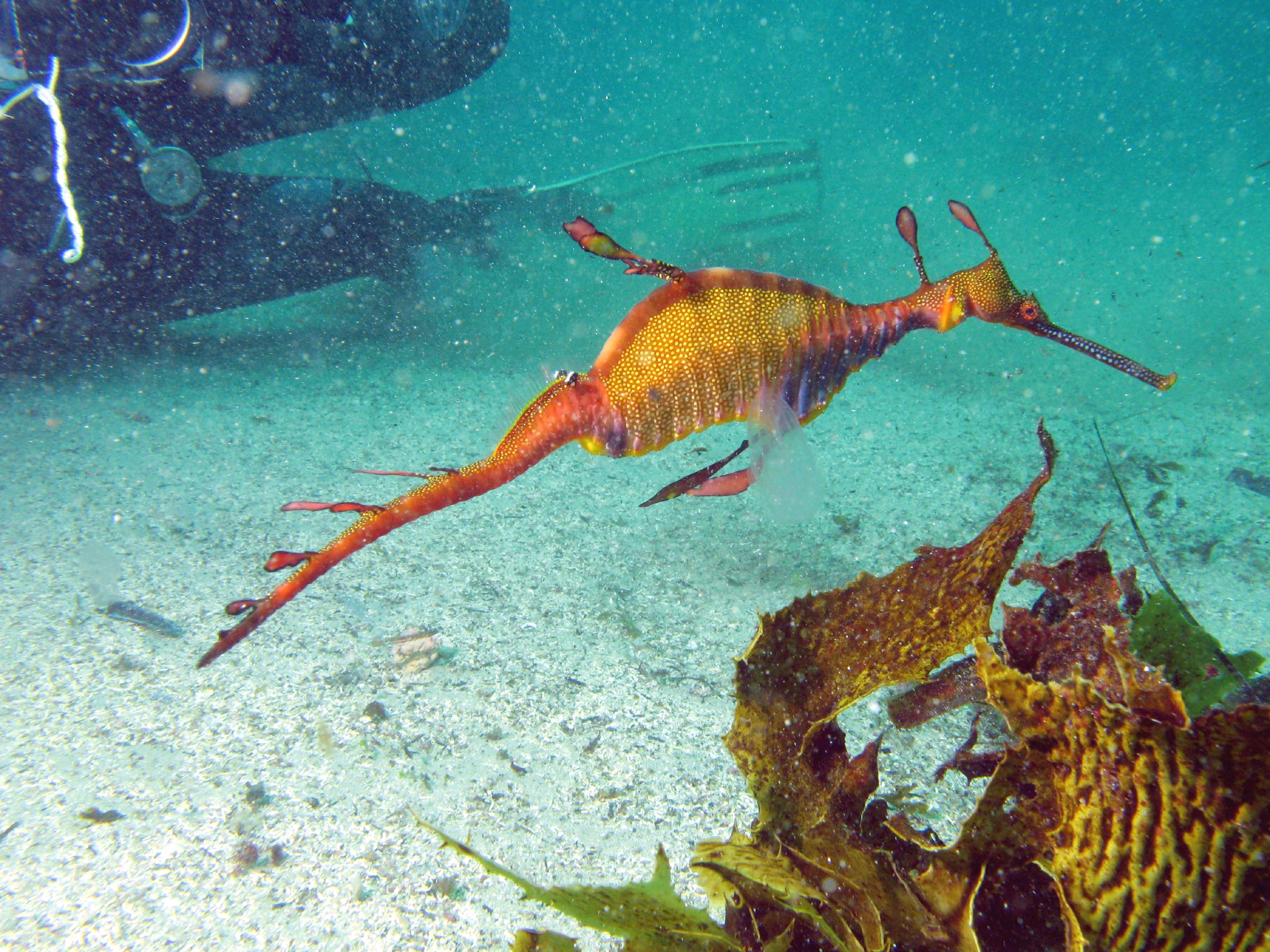
Phyllopteryx taeniolatus

El cavallet de mar d'algues (Phyllopteryx taeniolatus) és una espècie de peix de la família dels singnàtids i de l'ordre dels singnatiformes.
Els mascles poden assolir 46 cm de longitud total. És ovovivípar i el mascle transporta els ous en una bossa ventral, la qual es troba a sota de la cua.
És un peix marí de clima temperat i associat als esculls de corall que viu entre 0-50 m de fondària. Es troba al sud d'Austràlia: des del sud d'Austràlia Occidental fins a Nova Gal·les del Sud i Tasmània.